# Жаренский
Жаренский — посёлок в Краснобаковском районе Нижегородской области. Входит в состав Чащихинского сельсовета.

## География
Посёлок находится в северо-восточной части Нижегородской области, к востоку от реки Ветлуга, на расстоянии приблизительно 20 км (по прямой) к северо-востоку от рабочего посёлка Красные Баки, административного центра района.

### Часовой пояс
Посёлок Жаренский, как и вся Нижегородская область, находится в часовой зоне МСК (московское время). Смещение применяемого времени относительно UTC составляет +3:00.

## История
Поселок основан во время Великой Отечественной войны для лесозаготовителей. Название дано по имени близлежащего озера Жарена.

## Население
| 2002 | 2010 |
| ---- | ---- |
| 14   | ↘6   |

### Национальный состав
Согласно результатам переписи 2002 года, в национальной структуре населения русские составляли 100 % из 14 чел.